# Daniela Szymańska
Daniela Wanda Szymańska – polska geografka społeczno-ekonomiczna, profesor nauk o Ziemi w zakresie geografii.
Specjalizuje się m.in. w zakresie procesów i struktur osadnictwa miejskiego w Polsce i na świecie, a także zagadnieniach ludnościowych oraz zrównoważonego rozwoju miast i regionów (w tym ekorozwoju, smart cities).

## Życiorys

### Działalność akademicka
W 1976 ukończyła studia magisterskie w UMK. W 1983 uzyskała stopień naukowy doktora. Stopień doktora habilitowanego otrzymała w 1992 roku, a w 2009 tytuł naukowy profesora.
Od 1975 roku (IV rok studiów) do chwili obecnej związana jest zawodowo z UMK (Wydział Nauk o Ziemi i Gospodarki Przestrzennej). Była również wykładowcą w Podyplomowym Studium Badania Środowiska przy UMK (studium w ramach europejskiego projektu PRONAT – TESSA - TEMPUS) oraz w latach 1992–1997 w Toruńskiej Szkole Zarządzania przy Wydziale Nauk Ekonomicznych, prowadziła także wykłady na Podyplomowym Studium Polityki Regionalnej przy Wydziale Nauk Historycznych UMK. Równolegle z pracą w macierzystym Wydziale pracowała w latach 1992–1994 w Uniwersytecie Szczecińskim pomagając w powstaniu geografii społeczno-ekonomicznej na Wydziale Nauk Przyrodniczych. W latach 1995–1998 była także zatrudniona w charakterze głównego specjalisty w Wojewódzkim Biurze Planowania Przestrzennego w Toruniu. W latach 1983–1985 była wykładowcą, później ekspertem w zakresie szkolenia kadr – pilotów wycieczek zagranicznych Biura Podróży ORBIS. Była długoletnim pilotem tegoż Biura. W latach 1996–1999 była Prodziekanem Wydziału Biologii i Nauk o Ziemi UMK w Toruniu, W kadencji 2012–2016 była wybrana do Senatu UMK. Wypromowała 10 doktorów, z których 5 jest doktorami habilitowanymi (w tym jeden w 2023 roku uzyskał tytuł profesora). Wypromowała 374 magistrów (w tym 33 magistrów socjologii). 
Odbyła staże naukowe w Instytucie Geografii Polskiej Akademii Nauk w Warszawie, w Uniwersytecie w Ostrawie; w Berlinie; w Rydze; w Wilnie, w Uniwersytecie im. M. Łomonosowa w Moskwie, w Instytucie Geografii RAN w Irkucku, w Uniwersytecie w Greifswaldzie; w Tartu; w Tbilisi, w Erywaniu i w School of Geography University of Leeds w Wielkiej Brytanii.

### Działalność wydawnicza
Założyła oraz redaguje czasopismo naukowe  Bulletin of Geography. Socio-economic Series, indeksowane m.in. w SCOPUS i Web of Science.

### Działalność organizacyjna
Zainicjowała i współorganizowała od 1997 roku międzynarodową konferencję naukową Man-City-Nature.
W 1995 roku powołano dzięki jej inicjatywie nową, odrębną jednostkę naukowo badawcza, tj. Pracownię Badań Geograficzno-osadniczych (której zadaniem były badania nad osadnictwem miejskim i wiejskim), którą wraz ze wzrostem liczby pracowników naukowych przekształcono w 1999 w Zakład Studiów Miejskich i Rekreacji. Kolejne jej starania zaowocowały utworzeniem (na bazie Zakładu) w 2013 roku Katedry Studiów Miejskich i Rozwoju Regionalnego.

### Działalność społeczna
Była członkiem Społecznej Rady Konsultacyjnej ds. Strategii Rozwoju Województwa Kujawsko-Pomorskiego, jest członkiem Komisji ds. strategii rozwoju miasta Torunia, od 2010 roku jest przewodniczącą Rady Programowej ds. Wdrażania Strategii Rozwoju Turystyki dla Miasta Torunia (piąta kadencja – 2010–2012, 2013–2015, 2016–2018, 2019–2022, 2023–2025).

### Członkostwo w komitetach naukowych
Jest członkiem różnych Komitetów Naukowych Polskiej Akademii Nauk, m.in. była/jest członkiem Komitetu Nauk Geograficznych PAN (2016–2019, 2024–2027), członkiem Rady Naukowej Instytutu Geografii i Przestrzennego Zagospodarowania PAN (kadencja 2019–2022); członkiem Komitetu Nauk Demograficznych PAN (od kadencji 1996–1998 do chwili obecnej i na kadencję 2024–2027),w 2024 roku została powołana przez Prezesa Rady Ministrów do Rządowej Rady Ludnościowej na kadencje 2024-2007; członkiem Komitetu Prognoz „Polska 2000 Plus” przy Prezydium PAN (2015–2018), członkiem Zespołów Problemowych Komitetu Przestrzennego Zagospodarowania Kraju PAN (1993–1995 – członek Zespołu Problemowego Kształcenie Kadr dla Gospodarki Przestrzennej i Administracji Terenowej; 1996–1998 – członek Zespołu Problemowego ds. Polityki Regionalnej i Przestrzennej; 1999–2002 – członek Zespołu Problemowego ds. Polityki Regionalnej i Przestrzennej Polski i Europy). Jest członkiem Polskiego Towarzystwa Geograficznego od 1974 roku.

## Odznaczenia i nagrody
- Złota Odznaka PTG (1996)
- Srebrny Krzyż Zasługi (1998)
- Medal Komisji Edukacji Narodowej (2000)
- Złoty Medal za Długoletnią Służbę (2008)
- Medal PTG (2020)
- Nagroda Prezydenta Miasta Torunia (2024)[15][16]
- Odznaka honorowa "Za zasługi dla Turystyki" przyznana przez Ministra Sportu i Turystyki (2024)[17]
- Medal z okazji 100-lcia OM PTTK w Toruniu (2024)[15][18]

## Najważniejsze prace
- New Towns in regional development, Wydawnictwo Naukowe UMK, Toruń 1993. PDF
- Urbanizacja na świecie, Wydawnictwo Naukowe PWN, Warszawa 2007[19][20];
- Endogenous resources utilization of rural areas in shaping sustainable development in Poland, współautor, Renewable and Sustainable Energy Reviews, 2011. PDF
- Ranking miast w Polsce na podstawie warunków życia w świetle różnych metod pomiaru, współautor, Bogucki Wydawnictwo Naukowe, Poznań, 2011. PDF
- Geografia osadnictwa, Wydawnictwo Naukowe PWN, Warszawa 2009.[21][22][23][24]
- Geografia osadnictwa, Wydanie II zmienione i rozszerzone, Wydawnictwo Naukowe PWN, Warszawa 2013. PDF
- Temporal trend of green areas in Poland between 2004 and 2012, współautor, Urban Forestry and Urban Greening, 2016. PDF
- Cyfryzacja w miastach: idea, koncepcje i wdrożenia, współautor, Wydawnictwo Naukowe UMK, Toruń 2019. PDF
- Demographic changes in Polish cities in the years 1950-2016, współautor, Bulletin of Geography. Socio-economic Series, 2019. PDF
- Inteligentne miasta, Wydawnictwo Naukowe PWN, Warszawa 2023.
- Disposal of asbestos and products containing asbestos in Poland, współautor, Journal of Material Cycles and Waste Management, 2023. PDF